# Газозавр
Газозавр (Gasosaurus) — ящеротазовий динозавр, що існував в Азії у юрському періоді, 164 млн років.

## Опис

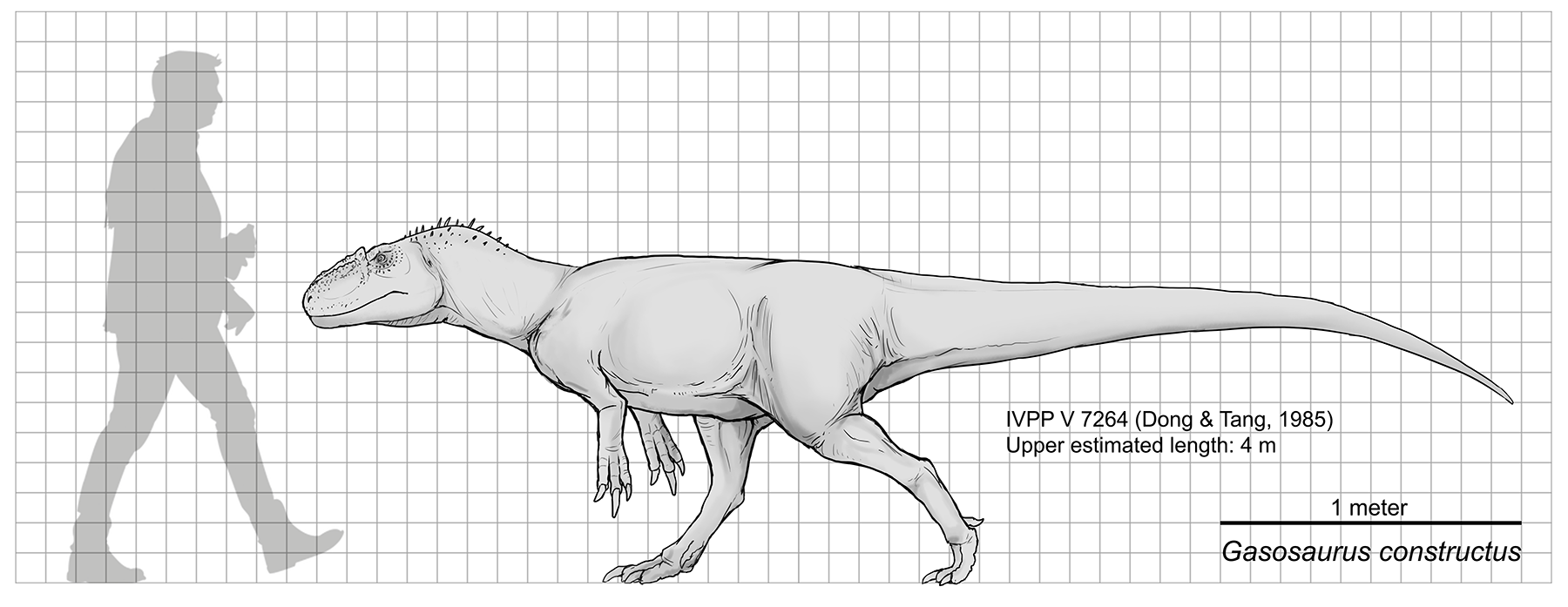
Порівняння розмірів газозавра з розмірами людини

Газозавр мав великий череп, а також сильні задні лапи, на яких він пересувався. Завдовжки ящер був менше 4 метрів, вага досягала 150 кг. Як і більшість теропод, газозавр був м'ясоїдним. Завдяки добре розвиненим щелепним м'язам, газозавр встромляв зуби у здобич і стискав її. Потім різко відкидав голову, вириваючи величезні шматки м'яса.

## Систематика
Рештки газозавра були виявлені випадково. Назва «Gasosaurus» означає «бензиновий ящір» та була дана динозавру китайськими палеонтологами на честь бензинової компанії Dashanpu, робітники якої виявили рештки цього динозавра.
Ще не кінця з'ясовано, до якої групи слід віднести цього динозавра. З цього приводу немає єдиної думки. Деякі науковці відносять його до родини мегалозаврових, деякі — до целурозаврів. Дослідження 2005 року показали, що динозавр є базальною формою Avetheropoda.